# Battaglia di Trafalgar
La battaglia di Trafalgar fu una celebre battaglia navale combattuta durante la guerra della terza coalizione, parte delle guerre napoleoniche.
Il 21 ottobre 1805 la Royal Navy affrontò una flotta combinata franco-spagnola nelle acque dell'Atlantico al largo della costa sud-occidentale della Spagna, appena a ovest di Capo Trafalgar, vicino a Los Caños de Meca (Cadice). La flotta britannica colse la vittoria navale più decisiva della guerra. Ventisette vascelli da guerra britannici, sotto il comando dell'ammiraglio Horatio Nelson a bordo della HMS Victory, sconfissero trentatré navi da guerra franco-spagnole, agli ordini dell'ammiraglio francese Pierre Charles Silvestre de Villeneuve. La flotta franco-spagnola perse ventidue navi, senza che una sola nave britannica andasse perduta.
La spettacolare vittoria britannica confermò la supremazia navale che il Regno Unito aveva stabilito nel corso del XVIII secolo. Essa fu dovuta in buona misura all'abbandono da parte di Nelson delle tattiche navali ortodosse in uso prevalente durante tutta l'era della navigazione a vela e fino a quel momento, che consistevano nell'affrontare una flotta nemica disponendosi in una singola linea di battaglia parallela al nemico per facilitare la segnalazione in battaglia, il disimpegno e per massimizzare il volume di fuoco sulle aree di destinazione. Nelson invece divise le sue più ridotte forze in due colonne dirette perpendicolarmente contro la più grande flotta nemica, con risultati decisivi.
Nelson fu ferito a morte da un colpo di moschetto che gli perforò un polmone: restò però in vita abbastanza da essere informato della vittoria della sua flotta, non demoralizzando nel frattempo i suoi uomini che non si accorsero di nulla grazie a una marsina rosso sangue che egli, secondo alcune fonti, era solito indossare e che nascose il sanguinamento della ferita. Il comandante britannico diventò così uno dei più grandi eroi di guerra del Regno Unito. L'ammiraglio Villeneuve fu catturato insieme con la sua nave, la Bucentaure. L'ammiraglio siculo-spagnolo Federico Gravina fuggì con il resto della flotta ma subì una ferita al braccio sinistro che, non curata adeguatamente, lo portò alla morte alcuni mesi più tardi. Villeneuve partecipò ai funerali di Nelson, mentre era ancora prigioniero in libertà vigilata nel Regno Unito.

## Premesse
La pace (1802), che segnò la fine della guerra della seconda coalizione antifrancese, non fu che un breve intervallo nel confronto tra Francia e Regno Unito: dopo 14 mesi, la Francia e il Regno Unito riaprirono le ostilità. La marina britannica bloccò subito quella francese nei porti di Brest e di Tolone, danneggiandola con l'inattività forzata.
Nel dicembre 1804 anche la Spagna entrò in guerra, al fianco della Francia, per respingere la minaccia britannica contro le sue colonie, offrendo a Napoleone la sua flotta e i suoi porti. Per sconfiggere definitivamente il Regno Unito, Napoleone progettò l'invasione della Gran Bretagna, e ammassò sulla costa della Manica un esercito di 161 000 uomini.
Secondo i piani di Napoleone, la flotta franco-spagnola, al comando dell'ammiraglio Villeneuve (bloccato da Nelson nel porto di Tolone), avrebbe dovuto sfuggire al blocco e dirigersi verso le Indie occidentali; contemporaneamente, il commodoro Honoré Ganteaume, bloccato a Brest dall'ammiraglio Sir William Cornwallis, avrebbe dovuto effettuare la stessa operazione: insieme, i due avrebbero attaccato le colonie britanniche nei Caraibi per un paio di mesi e quindi, sarebbero ritornati in Europa per liberare le altre navi francesi o alleate, intrappolate nei porti di mezza Europa dalle squadre britanniche, creando così una grande flotta, potenzialmente invincibile, per attraversare la Manica.
Villeneuve sfuggì alle navi britanniche e si diresse verso l'Atlantico. Al momento della fuga di Villeneuve, Nelson era momentaneamente assente, ma, quando fu informato dell'avvenuta rottura del blocco, si diresse subito con le sue navi verso il Mediterraneo orientale, credendo che l'obiettivo del nemico fosse ancora una volta l'Egitto; dopo aver cercato inutilmente i francesi in quelle acque, raggiunse le Indie occidentali e per la precisione Trinidad, dove, in base a erronee notizie raccolte dal servizio segreto britannico, pensava di incontrare finalmente Villeneuve (che agiva da solo, poiché il commodoro Ganteaume non era riuscito a lasciare l'Europa). Per gran parte dell'estate i due nemici si cercarono a vicenda in varie zone dell'oceano, inutilmente. Nell'agosto Nelson tornò in patria, e riprese il mare, a bordo della nave ammiraglia HMS Victory, il 14 settembre; nel frattempo era giunta notizia che Villeneuve era salpato per Cadice, dopo aver raccolto nuove forze.
Il 28 settembre Nelson raggiunse il grosso della flotta britannica al largo di Cadice e, dopo aver lasciato alcune navi a controllare di nascosto i movimenti degli avversari, si ritirò oltre l'orizzonte.

## Forze in campo
La flotta britannica era composta da 27 vascelli di linea e di 6 fregate (complessivamente 2 178 cannoni e 17 076 uomini), sotto il comando del viceammiraglio Lord Horatio Nelson, ed era ben addestrata e in perfetta efficienza. La flotta congiunta franco-spagnola invece era composta da 33 vascelli di linea (dei quali 15 spagnoli) e di 7 fregate, per un totale di 2 652 cannoni e 25 200 uomini agli ordini del viceammiraglio francese Pierre-Charles Silvestre de Villeneuve; le navi francesi non erano qualitativamente pari a quelle britanniche, e scarseggiavano sia marinai sia ufficiali esperti (questi ultimi, prevalentemente aristocratici, erano stati decimati dalle esecuzioni e dall'emigrazione durante la Rivoluzione francese). La squadra spagnola era comandata dall'ammiraglio don Federico Gravina: le sue navi erano migliori di quelle francesi (la Spagna aveva una maggiore tradizione navale), ma gli equipaggi erano raccogliticci e inesperti.

## Svolgimento
(segnale che Horatio Nelson fece innalzare sull'albero maestro della Victory)

Lo schema della battaglia.

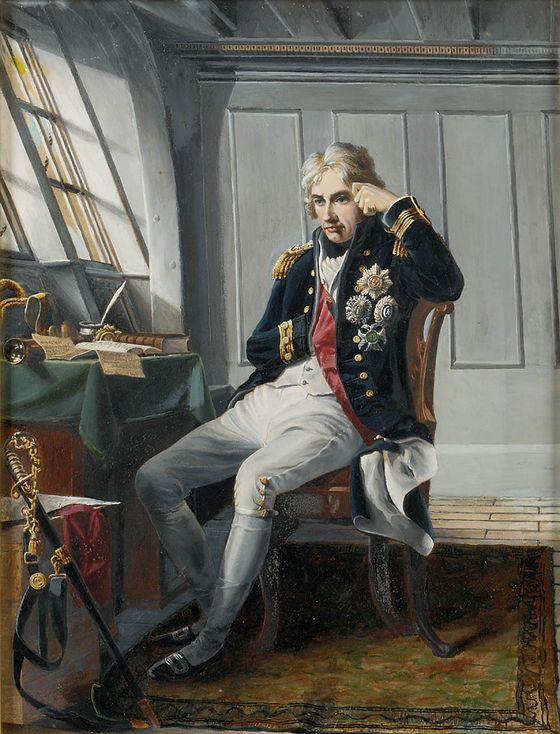
Nelson prima della battaglia di Trafalgar in un dipinto del 1854 di George Lucy Good.

Il 20 ottobre 1805 la flotta francese congiunta, comandata da Villeneuve, salpò da Cadice e fu diretta a Cartagena inseguita dalle fregate britanniche che tenevano informato l'ammiraglio Nelson. La manovra fu lenta e imprecisa a causa della fitta nebbia e del vento contrario che la squadra dovette affrontare.
Le trentatré navi franco-spagnole si trovarono così, all'imbrunire, sparse a distanza di circa un decimo di miglio (circa 180 metri) l'una dall'altra, su un'area di circa quattro miglia di mare, al largo di Capo Trafalgar.
Alle ore 6:20 del 21 ottobre 1805 Pierre de Villeneuve ordinò che la flotta si disponesse in linea militare di combattimento.
Nel medesimo frangente Nelson operò un cambio di strategia, ovvero invece di attaccare con una formazione divisa in tre colonne come precedentemente ipotizzato, scelse di disporre le navi britanniche su due colonne parallele, una comandata dal suo vice, il viceammiraglio Collingwood, a bordo del Royal Sovereign, l'altra dalla Victory, comandata da lui stesso.
La manovra (il cosiddetto Tocco di Nelson), decisamente inusuale rispetto al tradizionale schieramento a linea di fila, rappresenta l'idea geniale dell'ammiraglio britannico: il principale svantaggio stava nell'estrema vulnerabilità delle navi ammiraglie e di quelle a seguire, che volontariamente si ponevano in una posizione detta in gergo militare "a T", sottoposte quindi al fuoco incrociato di tutta la flotta nemica; di contro, il vantaggio era la possibilità di ogni nave di sparare con tutti i pezzi, al contrario dei franco-spagnoli, costretti a utilizzare un solo fianco.
Alle ore 11:30 iniziò la vera e propria battaglia, l'ammiraglio Nelson fece issare il noto segnale: «L’Inghilterra si aspetta che ogni uomo faccia il suo dovere».
A mezzogiorno circa, i cannoni militari della Fougueux tuonarono sul mare, aprendo il fuoco incrociato delle navi francesi e spagnole contro le navi in testa alle due colonne britanniche. Nonostante il fitto bombardamento con cannoneggiamento, la Victory e la Royal Sovereign avanzarono inarrestabili riuscendo a incunearsi negli intervalli della lunga fila, scatenando una mischia furiosa e riducendo così l'inferiorità numerica.
Nonostante il violento inizio della battaglia in cui la vittoria sembrava già a favore degli britannici, lo scontro proseguì furioso per oltre cinque ore e i marinai dei tre Paesi si batterono con grande valore. Alle ore 13:30 circa, l'ammiraglio Nelson fu ferito sul ponte della Victory, colpito da un francese tiratore scelto che gli perforò un polmone; morì dopo due ore, ma la sua insegna non venne ammainata per tutta la durata della battaglia, per non demoralizzare i marinai britannici. Poco dopo le ore 14:00 l'ammiraglia francese Bucentaure, semidistrutta e con a bordo l'ammiraglio Villeneuve e tutto il suo Stato Maggiore, si arrese ai britannici.

## Perdite
I franco-spagnoli persero complessivamente 22 navi (una affondata, 21 catturate compresa la Santísima Trinidad, nave ammiraglia della flotta spagnola); i francesi ebbero 2 218 morti e 1 155 feriti, gli spagnoli 1 025 morti e 1 383 feriti (compreso l'ammiraglio Gravina, che morì qualche tempo dopo). Le navi britanniche subirono danni gravi (compresa la Victory), ma nessuna andò perduta; i morti britannici furono 458 (compreso l'ammiraglio Nelson), i feriti 1 208.

## Conseguenze
La vittoria britannica di Trafalgar chiuse definitivamente il secolare duello anglo-francese per il controllo degli oceani: Napoleone dovette rinunciare all'invasione della Gran Bretagna, che diventò la padrona assoluta dei mari fino alla prima guerra mondiale. L'ammiraglio Nelson fu celebrato dai britannici come un eroe nazionale; l'ammiraglio Villeneuve, liberato alla fine della guerra della terza coalizione, si suicidò per non dover affrontare l'ira di Napoleone.

## Onorificenze
Alla battaglia di Trafalgar è stata dedicata Trafalgar Square a Londra, celebre piazza al centro della quale sorge la "colonna di Nelson".